# Skepp (arkitektur)

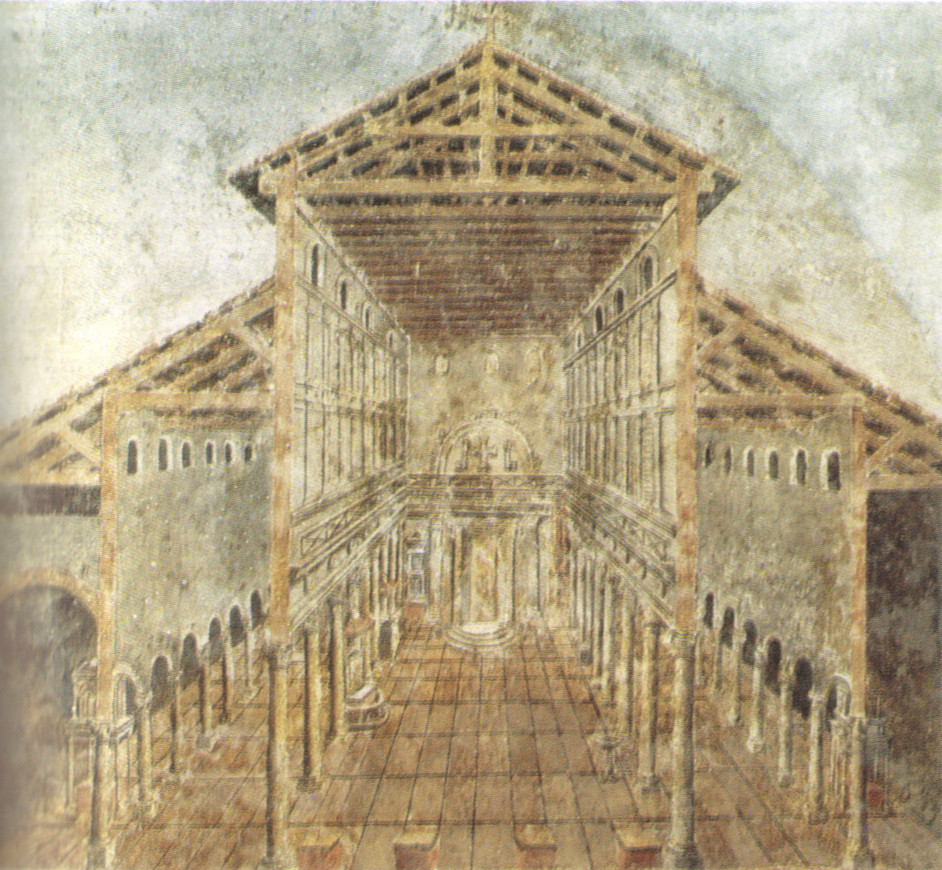
Fresk som visar den gamla Peterskyrkan i Rom med dess fem skepp.

Skepp är delar av en byggnad som avdelas längs längdaxeln med kolonner, pelare eller liknande. Det kan även kallas nav (från latinets navis, ”skepp”).
Särskilt vanligt är skeppet i kyrkobyggnader, där långhuset ofta delas in i mittskepp och sidoskepp. I mittskeppet firas oftast huvudgudstjänsten, medan sidoskeppen kan hysa andra verksamheter. Om kyrkan är formad som ett kors finns även tvärskepp (tvärhus, transept). En byggnad som ej delas kan kallas för enskeppig. En kyrka bestående av mittskepp och sidoskepp där mittskeppet höjer sig över sidoskeppen så att fönster kan placeras i mellanrummet kallas basilika. En kyrka där mittskeppet inte höjer sig tillräckligt för att rymma fönster kallas pseudobasilika.

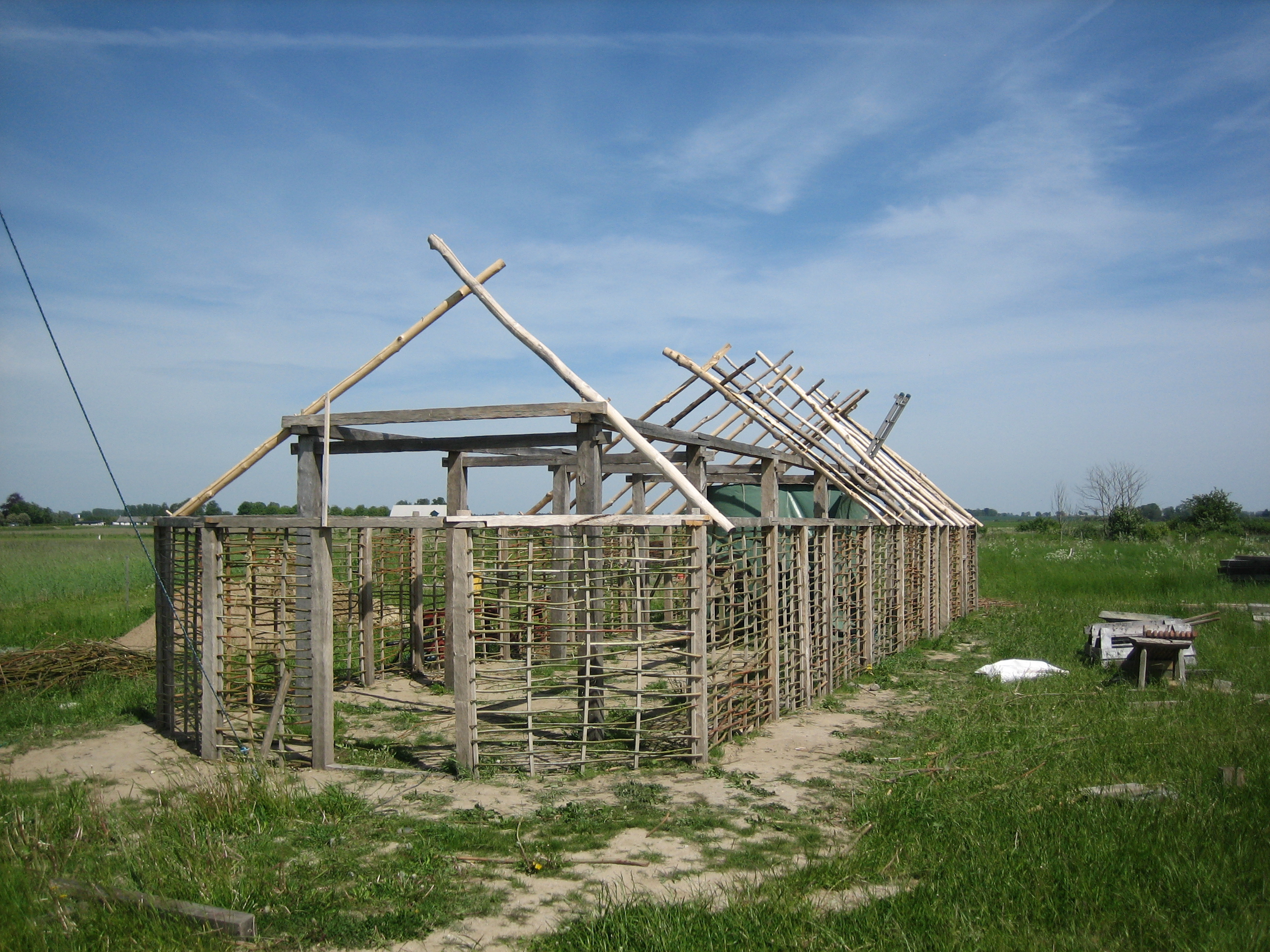
Rekonstruktion under uppförande av yngre järnåldershus i Löddeköpinge, Skåne. Här syns den treskeppiga konstruktionen med två grova stolppar och de klenare väggarna som omger sidoskeppen.

Skepp är en vanlig indelning i fabriker, till exempel att vissa detaljer tillverkas i ett skepp och vissa maskinenheter monteras i ett annat skepp. Även förhistoriska byggnader och enklare jordbruksbyggnader som stall och ladugårdar var ofta byggda i tvåskeppig eller treskeppig konstruktion. I en tvåskeppig byggnad (mesulakonstruktion) bärs takkonstruktionen upp av en rad av stolpar/pelare i husets längdaxel tillsammans med väggarna. I en treskeppig byggnad (sidsulakonstruktion) har man istället två rader av stolpar/pelare i husets längdaxel. Det innebär att mittskeppet blir friare och att det bildas två sidoskepp. Mesulakonstruktioner var i Sverige vanliga under yngre stenålder in i äldre bronsålder (fram till omkring 1800/1500 f.Kr.). Under äldre bronsåldern blev de treskeppiga långhusen vanligare som bostadshus. Denna byggnadstradition fortsatte sedan under järnåldern.

## Olika korsplaner
- Grekisk korsplan: en kyrkobyggnad med centraliserad plan, det vill säga lika långa korsarmar.
- Latinsk korsplan: en kyrkobyggnad där sidoskeppens korsarmar är kortare än långskeppets, en plan som är vanligast i de kristna kyrkorummen (exempel Klara kyrka i Stockholm och Il Gesù i Rom).

## Schematiska illustrationer

Mittskepp.
Sidoskepp.
Långhus.
Tvärskepp (nordlig korsarm, korsmitt, sydlig korsarm).
Korsmitt.
Högkor, inre kor.
Absid.